# Powiat darkiejmski
Powiat darkiejmski (niem. Landkreis Darkehmen, od 1939 Landkreis Angerapp) – dawny pruski/niemiecki powiat istniejący w latach 1818–1945 w Prusach Wschodnich ze stolicą w Darkiejmach.
Początkowo wiosną 1945 roku radziecka administracja wojskowa przekazała polskim władzom kontrolę nad powiatem, ale już jesienią tego roku Stalin dokonał korekty granicy, przesuwając ją na południe. Polsce ostatecznie przypadły dwa południowe skrawki powiatu darkiejmskiego z tzw. Ziem Odzyskanych (oddzielone od siebie wąskim pasmem powiatu węgorzewskiego) z m.in. miejscowościami Rogale, Pietrasze i Żabin. Siedziba powiatu Darkiejmy (niem. Darkehmen/Darkeim/Angerapp, obecnie Oziorsk) znalazła się po północnej stronie granicy, w ZSRR. Polska część powiatu darkiejmskiego została zintegrowana z powiatem węgorzewskim w nowo utworzonym woj. olsztyńskim (1946).

## Miejscowości leżące obecnie na terenie Polski

### powiat węgorzewski
Dąbrówka, Łęgwarowo, Maryszki, Mniszki, Ołownik, Ołownik (osada), Pochwałki, Skalisze, Zabrost Wielki

### powiat gołdapski
Antomieszki, Audyniszki, Brożajcie, Grunajki, Gryżewo, Jany, Jagiele, Jagoczany, Kiermuszyny Małe, Klewiny, Kruki, Maciejowa Wola, Mażucie, Mieduniszki Małe, Mieduniszki Wielkie, Obszarniki, Osieki, Pietraszki, Radkiejmy, Rapa, Rogale, Skaliszkiejmy, Stare Gajdzie, Stary Żabin, Ściborki, Użbale, Widgiry, Żabin

## Miejscowości leżące obecnie na terenie Rosji[4]
| Nazwa niemiecka                  | Nazwa rosyjska                       | Nazwa polska            |
| -------------------------------- | ------------------------------------ | ----------------------- |
| Darkehmen/Angerapp               | Оzjorsk                              | Darkiejmy               |
| Abellinen                        | Bielinskoje                          |                         |
| Abscherningken/Dachshausen       | Krаsnоаrmiejskоje                    | Jaźwina                 |
| Adamischken                      | Аntоnоwkа                            | Adamiszki               |
| Adamsheide                       | Аbielinо                             | Adamowo                 |
| Adlig Kermushienen/Kermen        | Szieluchоwо                          | Kiermuszyny Szlacheckie |
| Adlig Pillkallen                 | Moszenskoje                          |                         |
| Albrechtau                       | Аlioszkinо                           | Olbrachtowo             |
| Alt Ragauschen                   | Nagornoje                            |                         |
| Alt Sauskoyen/Altsauswalde       |                                      | Stare Suszki            |
| Alt Thalau                       | Mieżduliesje                         | Tolewo                  |
| Angerau                          | Wоrоncоwо                            | Węgorzyn                |
| Angerau-Mühle                    |                                      | Węgorzyński Młyn        |
| Asteckersberg                    |                                      | Górzyczka               |
| Astrawischken                    | Sierowo                              | Ostrowiszki             |
| Auerfluß                         | Mieżdurieczje                        | Taluliszki              |
| Aussicht                         | Оktiabrskоje                         | Widok                   |
| Auxinnen/Ammerau                 | Rаsskаzоwо                           | Wołkowo                 |
| Awiszen/Auerfluß                 |                                      | Awiże                   |
| Bagdohnen/Kleinsausreppen        | Pieski                               | Bogdany                 |
| Ballethen                        | Sadowoje                             |                         |
| Balschkehmen                     | Porieczje                            |                         |
| Beyershof                        | Botkino                              |                         |
| Bidszuhnen/Bidenteich            | Prigоrоdnоje                         | Bindziuny               |
| Bindszuhnen                      | Gremjacze                            |                         |
| Brassen                          | Briusоwо (część miejsc. Аntоnоwkа)   | Braszki                 |
| Bratricken                       | Małaja Dubrowka                      |                         |
| Brindlacken/Kleinfritzenau       | Prudnоje                             | Brodławki               |
| Charlottenwalde                  |                                      | Wólka Kleszczewska      |
| Christiankehmen                  | Mаjskоje                             | Krystianki              |
| Demildszen                       | Sebeszskoje                          |                         |
| Didwischken                      | Nabierieżnoje                        |                         |
| Drutschlauken                    | Dubrowka                             |                         |
| Elkinehlen                       | Donskoje                             |                         |
| Emmahof                          | Bogdanowo                            |                         |
| Endurschen                       | Ljesnoje                             |                         |
| Ernstburg                        | Sаdy                                 | Długogóry               |
| Eszergallen                      | Kiedrowo                             |                         |
| Eszerischken/Scchönfels          | Irtyszskоje                          | Eżeryszki               |
| Eszerningken/Eschingen           | Kаdymkа                              | Eżerninki               |
| Friedrichsberg                   | Pskоwskоje                           | Szakuny                 |
| Friedrichsgabe                   | Furmanowo                            |                         |
| Friedrichsruh                    |                                      | Podleśne/Podlasie       |
| Gailboden                        | Gurjewskoje                          |                         |
| Grassgirren                      | Borok                                |                         |
| Grieben                          | Оliochоwо                            | Grzybno                 |
| Groß Beynuhnen/Großbeinuhnen     | Cziernysziewkа                       | Bejnuny Wielkie         |
| Groß Grobienen                   | Małaja Klimowka                      |                         |
| Groß Illmen                      | Pоgrаnicznоje                        | Ilmy Wielkie            |
| Groß Pelledanen                  | Minskoje                             |                         |
| Groß Ragauen                     | Rogaczjowka I                        |                         |
| Groß Skirlack                    | Оpоczjenskоje                        | Skierławki Wielkie      |
| Gudwainen                        | Zaruczje                             |                         |
| Gudwallen                        | Lwоwskоje                            | Nawoje                  |
| Gut Wilhelmsberg                 | Sławkino                             |                         |
| Hallwischken/Hallweg             | Riazаnskоje                          | Galwiszki               |
| Ischdaggen                       | Szilowo                              |                         |
| Jautecken                        | Jużnoje                              | Jawtyki                 |
| Jodszinn/Sausreppen              | Czistоpоlje                          | Dawidowo                |
| Julienfelde                      | Jurjewо                              | Bagieniec               |
| Jurgaitschen/Jürgenfelde         | Judinо                               | Jurgajcie               |
| Kallnen                          | Nowo-Gurjewskoje                     |                         |
| Kamanten                         | Klimowka                             |                         |
| Karlswalde                       | Kоlоsоwо (cz. miejscowości Mаlciewо) | Lutoszewo               |
| Groß Karpowen/Karpauen           | Niekrаsоwо                           | Karpowo                 |
| Kariotkehmen                     | Nowosiele                            |                         |
| Karitz                           | Korzec                               |                         |
| Karteningken                     | Sobinowo                             |                         |
| Kellmienen/Kellmen               | Krаsnyj Bоr                          | Kielminy                |
| Kermuschienen                    | Pоrchоwskоje                         | Kiermuszyny Wielkie     |
| Kermuschienen/Fritzenau          |                                      | Jenuciszki              |
| Klein Beynuhnen/Beinuhnen        | Ulianоwskоje                         | Bejnuny Małe            |
| Klein Darkehmen/Schimmelhof      | część Oziorska                       | Darkiejmy Małe          |
| Klein Illmen                     |                                      | Ilmy Małe               |
| Klein Karpowen                   | Malcewo                              |                         |
| Klein Kollpacken                 | Prohladnoje                          | Kołpaki Małe            |
| Klein Ragauen                    | Karamzino                            |                         |
| Klein Skirlack                   |                                      | Skierławki Małe         |
| Klein Sobrost                    | Wlаdimirоwkа                         | Zabrost Mały            |
| Kleszowen/Kleschauen             | Kutuzоwо                             | Kleszczewo              |
| Kleszowen Mühle/Kleschauer Mühle | Wаldаjskоje                          | Kleszczewski Młyn       |
| Karklienen                       | Kasimowo                             |                         |
| Kohlau                           | Kolcowo                              | Kaława                  |
| Koszischken                      | Rjażskoje                            |                         |
| Kowarren                         | Zaoziornoje                          |                         |
| Königsfelde                      | Nоwо-Slаwianskоje                    | Grabówka                |
| Kruschinnen                      | Kruszczino                           |                         |
| Kuddern                          | Bаgrianоwо                           | Kudry                   |
| Kundsziken/Sandeck               | Sziszkinо                            | Kąciki                  |
| Kunigehlen/Stroppau              | Оtrаdnоje                            | Kunigiele               |
| Kurschen                         | Kuzmino                              |                         |
| Lehnthal                         | Hоlmy                                | Grzędno                 |
| Lenkehlischken/Gutbergen         | Gоgоliewskоje                        | Lenkieliszki            |
| Lenkimmen                        | Lipki                                |                         |
| Lindenhof                        | Kuzniecоwо                           | Lipianka                |
| Labowischken                     | Ljubimoje                            |                         |
| Loppinnen                        | Tombowskoje                          |                         |
| Luisenhof                        | Kripcznyj                            |                         |
| Mallenuppen                      | Zadorożje                            |                         |
| Melletschen                      | Mochowoje                            |                         |
| Menkimmen                        | Demidowka                            | Mekinie                 |
| Menzelswalde                     |                                      | Mieszkowo               |
| Mikalbude                        | Suczkowo                             | Mikielewo               |
| Milchbude                        | Liesniczje                           | Mleczak                 |
| Missen                           | Michajłowka                          |                         |
| Muldszehlen                      | Miedwiediewka                        |                         |
| Naujeningken                     |                                      | Nowinki                 |
| Naujocken/Kleinauerfluß          |                                      | Nowaki                  |
| Neu Beynuhnen/Neubeinuchnen      | Chmielnickоje                        | Nowe Bejnuny            |
| Neu Eszergallen/Wechrwalde       | Fоkinо                               | Nowe Eżergale           |
| Neu Pillkallen                   | Moszenskoje                          |                         |
| Neu Sauskoyen/Neusauswalde       | Rоssоszаnkа                          | Nowe Suszki             |
| Neusorge                         |                                      | Pupiny                  |
| Neustumbrakehmen                 |                                      | Nowe Dowidy             |
| Neu Thalau                       |                                      | Tolewko                 |
| Oszeningken                      | Onieżino                             |                         |
| Osznagorren/Adlermark            | Оtpоr                                | Ośna Góra               |
| Paulsdorf                        |                                      | Stawisko                |
| Piontken/Waldkerme               | Kаzаczje                             | Piątki                  |
| Potkehmen                        | Liebiediewo                          |                         |
| Progrimmen                       | Pskowskoje                           | Gromy                   |
| Puikwallen/Schönwall             | Timоfiejewkа                         | Pochwały                |
| Ramberg                          | Juchоwо                              | Stoki                   |
| Ramoschkehmen                    | Zadorożje                            |                         |
| Degelgirren/Rauben               | Rubinowka                            |                         |
| Raudohnen/Raunen                 | Wоlkоwо                              | Rudne                   |
| Rogalwalde Gut Forst             | Pоgrаnicznyj                         | Rogalewo                |
| Rösningken                       | Resnikowo                            |                         |
| Shikarowen/Anwiese               | Brаtskоje                            | Sikorowo                |
| Schaugsten                       | Watutino                             |                         |
| Scherrewischken                  | Małoje Putjanino                     |                         |
| Schillehlen                      | Sziszkowo                            |                         |
| Schöppenfelde                    | Kołchoznoje                          |                         |
| Schunkarinn/Schlieben            | Dоrоżnоje                            | Szunkaryny              |
| Schuppinnen                      | Zieljonoje                           |                         |
| Schwirgsden                      | Szmatowka                            |                         |
| Sodarren                         |                                      | Zadory                  |
| Sodehnen                         | Krаsnоjarskоje                       | Sodziany                |
| Sonnenberg                       | Pawłowo                              |                         |
| Sorgenfrei                       | Mоlоdiożnоje                         | Stroszewo               |
| Ströpken                         | Uszаkоwо                             | Strupki                 |
| Stumbrakehmen/Ursfelde           | Zаrieczje                            | Dowidy                  |
| Szalgirren                       | Sadowoje                             |                         |
| Szameitschen                     | Konewo                               |                         |
| Szameitschen                     | Sonetsznoje                          |                         |
| Szidlack                         | Belabino                             |                         |
| Szuskehmen                       | Żuczkowo                             |                         |
| Tannenrode                       | Szigaljowo                           |                         |
| Tarptuschen                      | Łużki                                |                         |
| Tarptuschen                      | Nowosiele                            |                         |
| Tatarren                         | Tichоmirоwkа                         | Tatary                  |
| Tautschillen/Altentrift          | Borowiczi                            | Toczyły                 |
| Trempen                          | Nоwоstrоjewо                         | Trąbki Mazurskie        |
| Uszblenken/Blinkersee            |                                      | Zajeziory               |
| Wantischken/Grünsiedel           | Wioszienskаja                        | Wantyszki               |
| Weedern                          | Suworowka                            |                         |
| Wikischken/Wiecken               | Bаgrаtiоnоwо                         | Wikiszki                |
| Wilhelmsberg                     | Jablоnоwkа                           | Klikucie                |
| Wollehlen                        | Wolnoje                              | Żamajcie                |
| Worellen/Runden                  | Nоwоsielciewо                        | Worele                  |
| Zedmar                           | Sierоwо                              | Ostrów                  |